# Henri Biolley
Henri Edouard Biolley, född 17 juni 1858 i Turin, död 22 oktober 1939 i Couvet, var en fransk-schweizisk skogsman.
Biolley, som var förvaltare av stadsskogarna i distriktet Couvet i kantonen Neuchâtel, var en framstående blädare. Han indelade skogen i avdelningar på omkring 15 hektars storlek; varje avdelning var en stationär enhet med en viss mellantid mellan huggningarna, vanligen sex eller åtta år, beroende på boniteten. Noggrann statistik förs för varje avdelning. Han kallade sitt system, som bygger på principer, framställda av fransmannen Adolphe Gurnaud, la méthode du contrôle. Systemet finns framställt i hans arbete L'aménagement des forêts (1921).